# Siseno Sarmento
Siseno Ramos Sarmento (Manaus, 3 de junho de 1907 – São Paulo, 16 de novembro de 1983) foi um militar do Exército Brasileiro que serviu na Força Expedicionária Brasileira, atuou como interventor federal no Amazonas, comandou o II e o I Exército e encerrou a carreira como Ministro do Superior Tribunal Militar.
Sarmento teve intensa participação na política do país e, durante a ditadura militar, foi o responsável pela criação do DOI-CODI, organismo interno das Forças Armadas responsável pelo combate aos militantes de esquerda e pela prática de tortura e assassinatos na fase mais dura do regime; na sucessão da junta militar de 1969, seu nome chegou a ser cogitado para a Presidência da República.

## Biografia
Filho e neto de militares, seu pai Otávio Sarmento lutou como voluntário na Guerra de Canudos e o avô se voluntariara para a Guerra do Paraguai; sua mãe era Carmen Ramos Sarmento.
Após ter cursado o primário e feito o curso normal no Colégio Boa Esperança da cidade natal, ali ingressa na carreira militar no 27º Batalhão de Caçadores, em agosto de 1923; no ano seguinte muda-se para a então capital do país, Rio de Janeiro, onde cursa a Escola Militar do Realengo da qual sai em 1928 como aspirante a oficial da infantaria, sendo nomeado segundo-tenente em agosto do mesmo ano.
Em 1930, já como primeiro-tenente, participa do movimento revolucionário que levou ao poder Getúlio Dorneles Vargas; ao lado do novo governo combateu a Revolução Constitucionalista de 1932 que eclodira em São Paulo
Prossegue na carreira sendo promovido a capitão em fevereiro de 1933 e a major em outubro de 1942, quando comanda o 21º Batalhão de Caçadores, sediado em Garanhuns.
Durante a II Guerra Mundial Sarmento comanda o 2º Batalhão do 1º Regimento de Infantaria (chamado "Regimento Sampaio") na Campanha da Itália. Sobre sua participação na FEB o ex-militante do PCB e ex-combatente  Jacob Gorender, jornalista e historiador,  declarou em depoimento se lembrar de: “dois oficiais nazistas vestidos a capricho, uniformizados, se rendendo naquela fase final da guerra, para o major Sizeno Sarmento, que era comandante de uma unidade da Força Expedicionária. Eu me lembro desses dois oficiais nazistas claramente o que eles disseram: "Nicht mehr krieg", Não queremos mais guerra.”
Em junho de 1946 Sarmento foi promovido e se tornou tenente-coronel e em setembro do mesmo ano o presidente Eurico Gaspar Dutra o nomeou como interventor no Amazonas, em substituição a João Nogueira da Mata, permanecendo no comando daquele estado até fevereiro de 1947, quando Mata reassume o governo.
Em maio de 1950 participou da eleição para a diretoria do Clube Militar em chapa que trazia nomes como Humberto Castelo Branco e José Bina Machado e presidida por Osvaldo Cordeiro de Farias, cuja principal bandeira era a defesa da participação de capital estrangeiro na exploração do petróleo brasileiro; foram derrotados pela chapa nacionalista do general Newton Estillac Leal e essa disputa ilustrava a enorme divisão existente nas Forças Armadas face à questão do monopólio da Petrobras e ainda sobre o futuro governo de Vargas, mais tarde.
Sarmento era coronel (janeiro de 1952) e lotado na 1ª Divisão de Infantaria no Rio, quando João Goulart (Jango) foi nomeado em junho do ano seguinte Ministro do Trabalho por Vargas e este toma medidas em favor dos sindicatos, que haviam sido fechados na ditadura do próprio Vargas; Jango propusera, então, o aumento de 100% do salário mínimo, então bastante defasado em face da inflação — o que provocou uma forte reação contrária dos comandantes militares no que ficou conhecido como Manifesto dos Coronéis, que subscreveu; nele expunham a precariedade das instalações militares, e argumentavam que a medida - além de elevar o custo de vida - dificultaria o recrutamento diante do baixo soldo oferecido pelas Armas.
Cursara a Escola Superior de Guerra onde integrou o chamado Grupo Sorbonne, que se opunha às medidas de Jango; entregue ao então Ministro da Guerra general Ciro do Espírito Santo Cardoso, uma semana depois o manifesto foi entregue a Getúlio que, assim pressionado, demitiu Goulart; a despeito disso, o Presidente aprovou o aumento salarial no 1º de maio de 1954, agravando assim a crise que culminou no seu suicídio, em agosto.
Seu grupo continuou a tramar politicamente e, quando ocorre o impedimento da assunção do vice-presidente de Vargas, Carlos Luz, tentou impedir a posse do novo presidente eleito, Juscelino Kubitschek e do vice, João Goulart; contra isto atuou na defesa da legalidade o general Henrique Lott, do qual Sarmento tornou-se desde então ferrenho inimigo.
No biênio 1955-1956 chefiou a 4ª Seção da Zona Militar Leste e dali comandou a 30ª Circunscrição de Recrutamento em Campo Grande (à época ainda no estado de Mato Grosso) onde permaneceu até 1958; no ano seguinte e até 1961 integrou a assessoria militar da Comissão Mista Brasil-Estados Unidos, chefiada pelo general Cordeiro de Farias; entre fevereiro e outubro daquele último ano foi Secretário de Segurança no governo de Carlos Lacerda, no então estado da Guanabara. Sua nomeação fora feita no contexto da criação do novo estado, onde antes havia o Distrito Federal, e se deu no contexto das disputas de Lacerda com o governo federal, primeiro de Jânio Quadros e depois de João Goulart; a fim de diminuir as forças sob comando de Lacerda, Jango adotou medidas como dar aos policiais militares a opção de continuarem como funcionários federais; foi para agradar Jango que Lacerda demitiu Sarmento, figura de notórias posições de extrema direita, e nomeou para seu lugar Segadas Viana.
Em 1960 já havia se tornado General de brigada e, em 1962, comandou a 2ª Brigada Mista e Guarnição de Corumbá, cargo do qual se afastou em 1964.
Casou-se com Sirlei Vilas Boas Camargo Sarmento, de quem recebeu dois enteados; como não tiveram filhos naturais, adotaram duas filhas.
Vitimado por câncer, Sarmento morreu em 1983 no Hospital Geral do Exército, em São Paulo; após ter sido velado na capela daquele nosocômio, seu corpo foi transportado para o Rio de Janeiro, onde foi sepultado no Cemitério São João Batista.

## Golpe militar de 1964
Com a renúncia de Jânio Quadros o seu vice João Goulart assume a presidência; Sarmento foi um dos militares que mais ativamente planejaram e executaram o Golpe Militar de 1964, levado a cabo a 1º de abril daquele ano; em julho foi elevado à patente de General de divisão e nomeado para a chefia de gabinete do general Artur da Costa e Silva, então Ministro da Guerra.
Em janeiro de 1965 se afasta do gabinete ministerial e assume, até maio do ano seguinte, o comando da Força de Emergência das Nações Unidas destinada a implementar a trégua entre Israel e Egito na Faixa de Gaza durante a Guerra do Suez, que contava com um contingente brasileiro.
Foi a seguir diretor-geral do Material Bélico do Exército entre maio de 1966 e abril de 1967; no mês seguinte tornou-se general de exército e em abril passou a comandar o II Exército em São Paulo, onde ficou até maio de 1968, quando assume o I Exército no Rio.
Neste posto passa a participar ativamente das decisões de governo; tentara conversar com o general Costa e Silva no sentido de propor a adoção de medidas mais duras face à grande oposição que o regime vinha sofrendo no meio parlamentar e estudantil, quando já se preparava o AI-5; com a doença do ditador em agosto de 1969, houve a formação de uma junta de governo com elementos das três armas e impedimento de o vice Pedro Aleixo assumir o poder — medidas adotadas sem que fosse consultado, lhe gerando descontentamento; isto só foi contornado após o chefe do Estado-Maior do Exército, general Antônio Carlos da Silva Murici comprometer-se a falar-lhe, antes de qualquer decisão importante de governo. A despeito disso, quando da crise gerada pelo sequestro do embaixador estadunidense Charles Burke Elbrick por jovens de grupo de esquerda, sua proposta de não cumprir as exigências foram ignoradas e foi feita a leitura de um manifesto bem como libertados vários presos políticos, sendo o embaixador libertado.
Em reuniões da alta cúpula do Exército seu nome foi cogitado para a sucessão da presidência interina de Augusto Rademaker; em manifesto publicado nos jornais sob a assinatura do general Mário dos Reis Pereira esta "candidatura" foi defendida; no começo de outubro de 1969 seus partidários pediram-lhe para declarar vaga a presidência e então assumir o poder, mas Sarmento recusou-se a fazê-lo; ao fim daquele mês os militares indicaram como novo ditador a Emílio Médici.
Acirradas as condições políticas com a formação de grupos de resistência à ditadura por forças de esquerda, Sarmento criou o Centro de Operação para a Defesa Interna (CODI), depois denominado Departamento de Operações Internas (DOI), que ficaram conhecidos como DOI-CODI, e que marcaram a biografia do general como o mentor dos maus-tratos aos presos políticos; sob seu comando ocorreu em novembro de 1970 uma das maiores operações militares contra aqueles que resistiam à ditadura; no ano seguinte, em abril, foi substituído no comando do I Exército pelo general João Bina Machado.
Foi então nomeado, a 7 de maio de 1971, ministro do STM, onde ficou até sua aposentadoria compulsória em 1977, havendo proferido diversas decisões sobre cidadãos que haviam sido incursos na Lei de Segurança Nacional; fora da caserna, Sarmento se filiou à Aliança Renovadora Nacional (Arena), partido que dava sustentação ao regime, no sistema bipartidário vigente; almejava tornar-se governador do Rio de Janeiro, chegando a registrar uma chapa para a eleição indireta no ano seguinte; em agosto de 1978, contudo, desistiu da candidatura e culpou o governador Faria Lima por seu fracasso; no mesmo ano deu a entender ser favorável à manutenção do AI-5, cuja eficácia se encerraria em breve.

## DOI-CODI

Sarmento abre desfile de 7 de setembro em 1970, no Rio. Na foto de O Cruzeiro aparece ao fundo cartaz de Os Girassóis da Rússia.

Tendo o comando das forças de repressão do regime militar, Sarmento foi citado em diversos casos sobre presos políticos, torturas, mortes e desaparecimentos sob as dependências do Exército.
Dentre esses casos está o de Joel Vasconcelos dos Santos, nascido em Nazaré e desaparecido no Rio de Janeiro aos vinte e dois anos, em 15 de março de 1971; ligado ao PCdoB e diretor da União Brasileira dos Estudantes Secundaristas Joel fora detido junto a suposto traficante e sua mãe, Elza Joana dos Santos, peregrinou por várias instâncias até escrever ao presidente Médici: com isto agentes a levaram até Sarmento que prometera esclarecer os fatos — embora nada fosse feito efetivamente; relatos dão conta de que antes de morrer sofrera por mais de um mês intensas torturas, e seu corpo nunca foi localizado.
Também lapidar foi o caso da prisão de Nelson Luiz Lott, neto de seu adversário Marechal Henrique Lott; a mãe do jovem, a deputada cassada Edna Lott, passou a constantemente frequentar seu gabinete e, por já incomodar o governo desde a campanha presidencial, passou a ser seguida por agentes do regime, vindo finalmente a falecer em 1971 em suposto crime passional; a despeito disso seu filho recebera um melhor tratamento que os demais, e foi libertado em 1974.
O ex-militar José Mendes de Sá Roriz, que lutara na FEB, ligara-se ao Partido Comunista e, quando do golpe militar, fora para o exílio mas retornara de modo clandestino em razão de um filho ter sido vitimado por meningite; a fim de detê-lo, os agentes do regime invadiram sua casa e levaram preso seu filho Eduardo, cuja libertação dependia de sua rendição; Sá Roriz então se entregou ao seu antigo comandante na II Guerra, general Cordeiro de Farias, que pessoalmente o apresentou no gabinete do General Sarmento a 30 de janeiro de 1973; Roriz foi morto nas dependências do DOI-CODI a 17 de fevereiro; só após pressão da família seu corpo foi liberado para sepultamento e o atestado de óbito, feito apenas cinco meses depois, não apontava a causa mortis.
O músico e memorialista Sérgio Cabral revelou um outro lado do general, neste período; Cabral fora preso no final de 1970, junto a outros artistas que faziam parte de O Pasquim, como Ziraldo e, três dias após sua libertação já em 1971, estava a beber num night club carioca junto ao escritor Carlinhos de Oliveira quando, já pela madrugada, Sarmento entrara no bar; reconhecendo-o como o seu "carcereiro" Cabral narra que o general sentou-se com eles: "Ele entrou. Foi até o fundo do bar. Voltou e sentou na nossa mesa sem saber quem nós éramos. Já tínhamos bebido razoavelmente e ele estava de pilequinho. Em dez minutos estávamos íntimos do general. E mais, sacaneando o general cantando: 'General, general, é melhor e não faz mal' "